# Vichy
Vichy település Franciaországban, Allier megyében. Lakosainak száma 25 702 fő (2022. január 1.). Vichy Abrest, Bellerive-sur-Allier, Charmeil, Creuzier-le-Vieux, Cusset, Le Vernet és Thiers községekkel határos.
2021 óta az Európa nagy fürdővárosai világörökségi helyszín része.

## Népesség
A település népessége az elmúlt években az alábbi módon változott:
| Lakosok száma | 33 506 | 30 527 | 27 714 | 26 108 | 25 325 | 25 068 | 24 166 | 24 980 | 25 372 | 25 702 |
|               | 1968   | 1982   | 1990   | 2006   | 2013   | 2015   | 2017   | 2019   | 2020   | 2022   |